# Wereldkampioenschap superbike van Monza 1997
Het wereldkampioenschap superbike van Monza 1997 was de vijfde ronde van het wereldkampioenschap superbike en de vierde ronde van de wereldserie Supersport 1997. De races werden verreden op 22 juni 1997 op het Autodromo Nazionale Monza nabij Monza, Italië.

## Superbike
Coureurs die deelnamen aan het Europees kampioenschap superbike en coureurs die deelnamen met motorfietsen die aan andere technische reglementen voldeden, kwamen niet in aanmerking om punten te scoren in het wereldkampioenschap.

### Race 1
| Pos | Nr | Rijder               | Constructeur | Rondes | Tijd                | Grid | Punten |
| --- | -- | -------------------- | ------------ | ------ | ------------------- | ---- | ------ |
| 1   | 3  | John Kocinski        | Honda        | 18     | 32:41.944           | 3    | 25     |
| 2   | 2  | Aaron Slight         | Honda        | 18     | +0.005              | 4    | 20     |
| 3   | 4  | Carl Fogarty         | Ducati       | 18     | +0.008              | 7    | 16     |
| 4   | 6  | Simon Crafar         | Kawasaki     | 18     | +0.382              | 2    | 13     |
| 5   | 22 | Scott Russell        | Yamaha       | 18     | +0.629              | 1    | 11     |
| 6   | 12 | James Whitham        | Suzuki       | 18     | +6.773              | 10   | 10     |
| 7   | 7  | Pierfrancesco Chili  | Ducati       | 18     | +7.084              | 6    | 9      |
| 8   | 8  | Akira Yanagawa       | Kawasaki     | 18     | +7.135              | 11   | 8      |
| 9   | 15 | Piergiorgio Bontempi | Kawasaki     | 18     | +12.380             | 8    | 7      |
| 10  | 11 | Mike Hale            | Suzuki       | 18     | +14.687             | 12   | 6      |
| 11  | 13 | Andreas Meklau       | Ducati       | 18     | +16.484             | 5    | 5      |
| 12  | 14 | James Haydon         | Ducati       | 18     | +50.781             | 13   | 4      |
| 13  | 21 | Jochen Schmid        | Kawasaki     | 18     | +56.711             | 14   | 3      |
| 14  | 20 | Jean-Philippe Ruggia | Yamaha       | 18     | +57.268             | 19   | 2      |
| 15  | 31 | Igor Jerman          | Kawasaki     | 18     | +57.289             | 17   | 1      |
| 16  | 27 | Jean-Marc Delétang   | Yamaha       | 18     | +1:00.551           | 16   |        |
| 17  | 51 | Udo Mark             | Suzuki       | 18     | +1:01.350           | 15   |        |
| 18  | 17 | Pere Riba            | Honda        | 18     | +1:24.761           | 18   |        |
| 19  | 59 | Anton Gruschka       | Yamaha       | 17     | +1 ronde            | 21   |        |
| 20  | 63 | Giorgio Cantalupo    | Ducati       | 17     | +1 ronde            | 20   |        |
| 21  | 68 | Redamo Assirelli     | Yamaha       | 17     | +1 ronde            | 24   |        |
| 22  | 72 | Paolo Malvini        | Ducati       | 17     | +1 ronde            | 23   |        |
| 23  | 34 | Lino Pittaluga       | Yamaha       | 17     | +1 ronde            | 25   |        |
| 24  | 60 | Gerhard Esterer      | Kawasaki     | 17     | +1 ronde            | 22   |        |
| 25  | 74 | Paolo Bosetti        | Ducati       | 17     | +1 ronde            | 26   |        |
| DNF | 69 | Luigi Aljinović      | Ducati       | 16     | Uitgevallen         | 31   |        |
| DNF | 35 | Dario Marchetti      | Kawasaki     | 9      | Uitgevallen         | 28   |        |
| DNF | 61 | Bruno Scatola        | Kawasaki     | 8      | Uitgevallen         | 29   |        |
| DNF | 52 | Emmanouil Pallis     | Ducati       | 6      | Uitgevallen         | 30   |        |
| DNF | 75 | Michal Bursa         | Kawasaki     | 4      | Uitgevallen         | 27   |        |
| DNS | 45 | Colin Edwards        | Yamaha       | 0      | Niet gestart        | 9    |        |
| DNQ | 65 | Jiří Mrkývka         | Ducati       | 0      | Niet gekwalificeerd |      |        |
| DNQ | 66 | Riccardo Leonetti    | Yamaha       | 0      | Niet gekwalificeerd |      |        |
| DNQ | 53 | Nikolaos Voukakis    | Kawasaki     | 0      | Niet gekwalificeerd |      |        |
| DNQ | 71 | Ondřej Lelek         | Honda        | 0      | Niet gekwalificeerd |      |        |
| DNQ | 62 | Vittorio Scatola     | Yamaha       | 0      | Niet gekwalificeerd |      |        |
| DNQ | 56 | Paolo Balzarotti     | Ducati       | 0      | Niet gekwalificeerd |      |        |
| DNQ | 64 | Marco Gerbaudo       | Ducati       | 0      | Niet gekwalificeerd |      |        |
| DNQ | 57 | Fabrizio Biasion     | Kawasaki     | 0      | Niet gekwalificeerd |      |        |
| DNQ | 58 | Roberto Bosio        | Ducati       | 0      | Niet gekwalificeerd |      |        |

### Race 2
| Pos | Nr | Rijder               | Constructeur | Rondes | Tijd                | Grid | Punten |
| --- | -- | -------------------- | ------------ | ------ | ------------------- | ---- | ------ |
| 1   | 7  | Pierfrancesco Chili  | Ducati       | 18     | 36:46.817           | 6    | 25     |
| 2   | 3  | John Kocinski        | Honda        | 18     | +1.840              | 3    | 20     |
| 3   | 12 | James Whitham        | Suzuki       | 18     | +7.088              | 10   | 16     |
| 4   | 4  | Carl Fogarty         | Ducati       | 18     | +8.348              | 7    | 13     |
| 5   | 2  | Aaron Slight         | Honda        | 18     | +40.424             | 4    | 11     |
| 6   | 15 | Piergiorgio Bontempi | Kawasaki     | 18     | +46.047             | 8    | 10     |
| 7   | 6  | Simon Crafar         | Kawasaki     | 18     | +47.620             | 2    | 9      |
| 8   | 22 | Scott Russell        | Yamaha       | 18     | +49.683             | 1    | 8      |
| 9   | 11 | Mike Hale            | Suzuki       | 18     | +1:21.276           | 12   | 7      |
| 10  | 21 | Jochen Schmid        | Kawasaki     | 18     | +1:22.629           | 14   | 6      |
| 11  | 17 | Pere Riba            | Honda        | 18     | +1:25.930           | 18   | 5      |
| 12  | 51 | Udo Mark             | Suzuki       | 18     | +1:35.553           | 15   |        |
| 13  | 14 | James Haydon         | Ducati       | 18     | +1:37.260           | 13   | 4      |
| 14  | 27 | Jean-Marc Delétang   | Yamaha       | 18     | +1:43.103           | 16   | 3      |
| 15  | 63 | Giorgio Cantalupo    | Ducati       | 17     | +1 ronde            | 20   |        |
| 16  | 31 | Igor Jerman          | Kawasaki     | 17     | +1 ronde            | 17   | 2      |
| 17  | 75 | Michal Bursa         | Kawasaki     | 17     | +1 ronde            | 27   |        |
| 18  | 59 | Anton Gruschka       | Yamaha       | 17     | +1 ronde            | 21   |        |
| 19  | 60 | Gerhard Esterer      | Kawasaki     | 16     | +2 ronden           | 22   |        |
| 20  | 52 | Emmanouil Pallis     | Ducati       | 16     | +2 ronden           | 30   |        |
| 21  | 68 | Redamo Assirelli     | Yamaha       | 15     | +3 ronden           | 24   |        |
| DNF | 8  | Akira Yanagawa       | Kawasaki     | 16     | Uitgevallen         | 11   |        |
| DNF | 72 | Paolo Malvini        | Ducati       | 10     | Uitgevallen         | 23   |        |
| DNF | 13 | Andreas Meklau       | Ducati       | 6      | Uitgevallen         | 5    |        |
| DNF | 35 | Dario Marchetti      | Kawasaki     | 5      | Uitgevallen         | 28   |        |
| DNF | 20 | Jean-Philippe Ruggia | Yamaha       | 2      | Uitgevallen         | 19   |        |
| DNF | 34 | Lino Pittaluga       | Yamaha       | 2      | Uitgevallen         | 25   |        |
| DNF | 69 | Luigi Aljinović      | Ducati       | 0      | Uitgevallen         | 31   |        |
| DNS | 45 | Colin Edwards        | Yamaha       | 0      | Niet gestart        | 9    |        |
| DNS | 74 | Paolo Bosetti        | Ducati       | 0      | Niet gestart        | 26   |        |
| DNS | 61 | Bruno Scatola        | Kawasaki     | 0      | Niet gestart        | 29   |        |
| DNQ | 65 | Jiří Mrkývka         | Ducati       | 0      | Niet gekwalificeerd |      |        |
| DNQ | 66 | Riccardo Leonetti    | Yamaha       | 0      | Niet gekwalificeerd |      |        |
| DNQ | 53 | Nikolaos Voukakis    | Kawasaki     | 0      | Niet gekwalificeerd |      |        |
| DNQ | 71 | Ondřej Lelek         | Honda        | 0      | Niet gekwalificeerd |      |        |
| DNQ | 62 | Vittorio Scatola     | Yamaha       | 0      | Niet gekwalificeerd |      |        |
| DNQ | 56 | Paolo Balzarotti     | Ducati       | 0      | Niet gekwalificeerd |      |        |
| DNQ | 64 | Marco Gerbaudo       | Ducati       | 0      | Niet gekwalificeerd |      |        |
| DNQ | 57 | Fabrizio Biasion     | Kawasaki     | 0      | Niet gekwalificeerd |      |        |
| DNQ | 58 | Roberto Bosio        | Ducati       | 0      | Niet gekwalificeerd |      |        |

## Supersport
| Pos | Nr | Rijder                | Constructeur | Rondes | Tijd                | Grid | Punten |
| --- | -- | --------------------- | ------------ | ------ | ------------------- | ---- | ------ |
| 1   | 1  | Fabrizio Pirovano     | Ducati       | 16     | 36:14.052           | 5    | 25     |
| 2   | 34 | Yves Briguet          | Suzuki       | 16     | +2.680              | 7    | 20     |
| 3   | 17 | Stéphane Mertens      | Suzuki       | 16     | +10.142             | 13   | 16     |
| 4   | 2  | Massimo Meregalli     | Yamaha       | 16     | +10.456             | 1    | 13     |
| 5   | 35 | Giovanni Bussei       | Suzuki       | 16     | +22.449             | 8    | 11     |
| 6   | 24 | Stéphane Chambon      | Ducati       | 16     | +24.109             | 4    | 10     |
| 7   | 20 | Roberto Teneggi       | Ducati       | 16     | +24.123             | 21   | 9      |
| 8   | 37 | Bruno Cirafici        | Bimota       | 16     | +35.498             | 10   | 8      |
| 9   | 42 | Jörg Teuchert         | Yamaha       | 16     | +36.506             | 9    | 7      |
| 10  | 8  | Roberto Panichi       | Bimota       | 16     | +36.657             | 22   | 6      |
| 11  | 32 | Marc Garcia           | Honda        | 16     | +41.840             | 23   | 5      |
| 12  | 25 | Serafino Foti         | Ducati       | 16     | +42.343             | 6    | 4      |
| 13  | 51 | Jean-Pierre Jeandat   | Ducati       | 16     | +42.523             | 15   | 3      |
| 14  | 27 | Rubén Xaus            | Honda        | 16     | +43.474             | 20   | 2      |
| 15  | 18 | David Rouge           | Honda        | 16     | +55.995             | 32   | 1      |
| 16  | 60 | Eric Mahé             | Yamaha       | 16     | +1:47.647           | 25   |        |
| 17  | 22 | Bernard Garcia        | Honda        | 16     | +2:06.512           | 29   |        |
| 18  | 19 | Christian Zwedorn     | Honda        | 16     | +2:22.552           | 34   |        |
| 19  | 30 | Wilco Zeelenberg      | Yamaha       | 15     | +1 ronde            | 18   |        |
| 20  | 10 | Wim Theunissen        | Kawasaki     | 15     | +1 ronde            | 30   |        |
| 21  | 11 | Volker Bähr           | Kawasaki     | 15     | +1 ronde            | 28   |        |
| 22  | 90 | Bernhard Schick       | Ducati       | 14     | +2 ronden           | 19   |        |
| DNF | 43 | Valerio Destefanis    | Suzuki       | 12     | Uitgevallen         | 24   |        |
| DNF | 31 | Marco Risitano        | Kawasaki     | 9      | Uitgevallen         | 16   |        |
| DNF | 44 | Wolfgang Bauer        | Suzuki       | 8      | Uitgevallen         | 36   |        |
| DNF | 15 | Robert Ulm            | Honda        | 7      | Uitgevallen         | 27   |        |
| DNF | 14 | Fred Bayens           | Honda        | 4      | Uitgevallen         | 11   |        |
| DNF | 38 | Mario Innamorati      | Ducati       | 4      | Uitgevallen         | 17   |        |
| DNF | 6  | Vittoriano Guareschi  | Yamaha       | 3      | Uitgevallen         | 3    |        |
| DNF | 13 | Jeffry de Vries       | Yamaha       | 2      | Uitgevallen         | 33   |        |
| DNF | 7  | Thomas Körner         | Ducati       | 1      | Uitgevallen         | 12   |        |
| DNF | 48 | David Vázquez         | Ducati       | 1      | Uitgevallen         | 35   |        |
| DNF | 26 | Paolo Casoli          | Ducati       | 0      | Uitgevallen         | 2    |        |
| DNF | 36 | Christophe Cogan      | Ducati       | 0      | Uitgevallen         | 14   |        |
| DNF | 46 | Camillio Mariottini   | Honda        | 0      | Uitgevallen         | 26   |        |
| DNS | 3  | Mauro Lucchiari       | Ducati       | 0      | Niet gestart        | 31   |        |
| DNS | 41 | Michaël Paquay        | Honda        | 0      | Niet gestart        |      |        |
| DNQ | 45 | Massimiliano Marchini | Yamaha       | 0      | Niet gekwalificeerd |      |        |
| DNQ | 28 | Jonnie Ekerold        | Suzuki       | 0      | Niet gekwalificeerd |      |        |
| DNQ | 9  | Rudi Markink          | Yamaha       | 0      | Niet gekwalificeerd |      |        |

## Tussenstanden na wedstrijd

### Superbike
| Pos | Nr | Rijder              | Team     | Punten |
| --- | -- | ------------------- | -------- | ------ |
| 1   | 4  | Carl Fogarty        | Ducati   | 177    |
| 2   | 3  | John Kocinski       | Honda    | 163    |
| 3   | 2  | Aaron Slight        | Honda    | 155    |
| 4   | 6  | Simon Crafar        | Kawasaki | 113    |
| 5   | 7  | Pierfrancesco Chili | Ducati   | 99     |

### Supersport
| Pos | Nr | Rijder            | Team   | Punten |
| --- | -- | ----------------- | ------ | ------ |
| 1   | 17 | Stéphane Mertens  | Suzuki | 52     |
| 2   | 2  | Massimo Meregalli | Yamaha | 51     |
| 3   | 41 | Michaël Paquay    | Honda  | 49     |
| 4   | 26 | Paolo Casoli      | Ducati | 45     |
| 5   | 24 | Stéphane Chambon  | Ducati | 35     |

1990 · 1992 · 1993 · 1995 · 1996 · 1997 · 1998 · 1999 · 2000 · 2001 · 2002 · 2003 · 2004 · 2005 · 2006 · 2007 · 2008 · 2009 · 2010 · 2011 · 2012 · 2013